# Гюнтер Меллер
Гюнтер Меллер (нім. Günther Möller; 30 червня 1918, Росток — 16 жовтня 1943, Атлантичний океан) — німецький офіцер-підводник, оберлейтенант-цур-зее крігсмаріне.

## Біографія
9 жовтня 1937 року вступив на флот. В квітні-листопаді 1940 року пройшов курс підводника. З листопада 1940 року служив в 24-й флотилії підводних човнів, з грудня 1940 року — при оперативному відділі штабу командувача підводним флотом. З лютого 1941 року — вахтовий офіцер на підводному човні U-126. В травні-червні 1942 року пройшов курс командира човна. З 16 червня 1942 по 15 лютого 1943 року — командир U-141, з 7 квітня 1943 року — U-844. 6 жовтня вийшов у свій перший і останній похід. 16 жовтня U-844 був потоплений в Північній Атлантиці південно-західніше Ісландії (58°30′ пн. ш. 27°16′ зх. д.) глибинними бомбами двох британських бомбардувальників «Ліберейтор». Всі 53 члени екіпажу загинули.

## Звання
- Кандидат в офіцери (9 жовтня 1937)
- Морський кадет (29 червня 1938)
- Фенріх-цур-зее (1 квітня 1939)
- Оберфенріх-цур-зее (1 березня 1940)
- Лейтенант-цур-зее (1 травня 1940)
- Оберлейтенант-цур-зее (1 квітня 1942)